# Афанасова, Виктория Сергеевна
Виктория Сергеевна Афанасова (7 января 1988) — российская футболистка и мини-футболистка, нападающая. Чемпионка Европы 2005 года по футболу среди девушек не старше 19 лет. Чемпионка России и бронзовый призёр чемпионата мира по мини-футболу.

## Карьера

### Клубная
Воспитанница петербургского футбола, ранее занималась в команде «Невская звезда» футболом и мини-футболом.
В 2009 году дебютировала в основном составе «Авроры» в чемпионате России по мини-футболу. В сезоне 2009/2010 стала чемпионкой России с 23 проведёнными играми и 52 забитыми мячами, что позволило ей выиграть и приз лучшего бомбардира. В сезоне 2012/13 признана лучшей мини-футболисткой России. Всего за карьеру в составе «Авроры» забила более 120 голов. Неоднократно становилась чемпионкой (2009/10, 2013/14, 2015/16) и призёром чемпионата России.

### В сборной
В большом футболе в составе сборной России среди девушек не старше 19 лет провела пять игр на чемпионате Европы 2005 в Венгрии, где сборная России одержала победу. В финальном матче против сборной Франции реализовала свой 11-метровый удар в серии послематчевых пенальти.
Выступала за сборную России по мини-футболу. Бронзовый призёр чемпионата мира 2013 года, полуфиналистка (4 место) чемпионата мира 2012 года.